# Roderick Kabwe
Roderick Kabwe (Ndola, Zambia, 30 de noviembre de 1992) es un futbolista zambiano. Juega  de centrocampista para el Zakho F. C. de la Liga Premier de Irak.

## Trayectoria
Tras formarse desde los 17 años con el Forest Rangers FC, en 2011 fichó por el Kabwe Warriors FC, haciendo su debut en la temporada 2011/2012. En su primera temporada en el club quedó en la posición trece en liga, descendiendo así de categoría. En 2012 consiguió con el club el ascenso de nuevo a la máxima categoría, aunque al finalizar la temporada abandonó el club para fichar por el Zanaco FC. Consiguió la quinta posición en 2013 y la tercera en 2014.

## Selección nacional
Debutó con la selección de fútbol de Zambia el 28 de abril de 2013 en un partido amistoso contra Zimbabue. Además ha disputado la clasificación del Campeonato Africano de Naciones de 2014. También disputó la Copa CECAFA 2013, y fue convocado para disputar la Copa Africana de Naciones 2015.

## Clubes
| Club                    | País      | Año       | Partidos | Goles |
| ----------------------- | --------- | --------- | -------- | ----- |
| Kabwe Warriors F. C.    | Zambia    | 2011-2013 |          | 4     |
| Zanaco F. C.            | Zambia    | 2013-2016 |          | 13    |
| Ajax Cape Town          | Sudáfrica | 2017-2020 | 32       | 4     |
| Black Leopards F. C.    | Sudáfrica | 2020-2021 | 21       | 5     |
| Zanaco F. C.            | Zambia    | 2021      | 11       | 1     |
| Sekhukhune United F. C. | Sudáfrica | 2022-2023 | 31       | 3     |
| Zakho F. C.             | Irak      | 2023-     |          |       |